# Maarten van Heemskerck

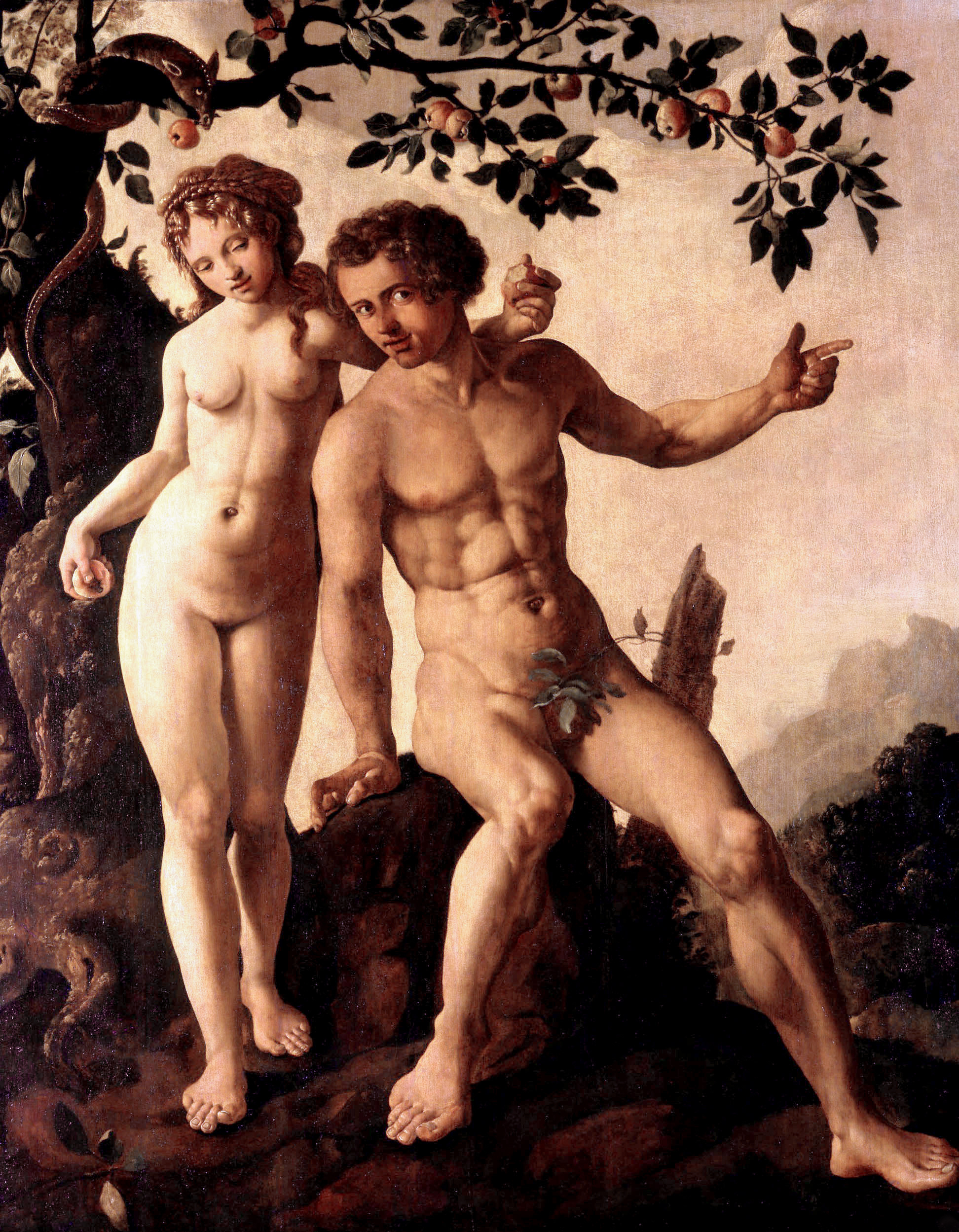
Ádám és Éva (1530 körül)

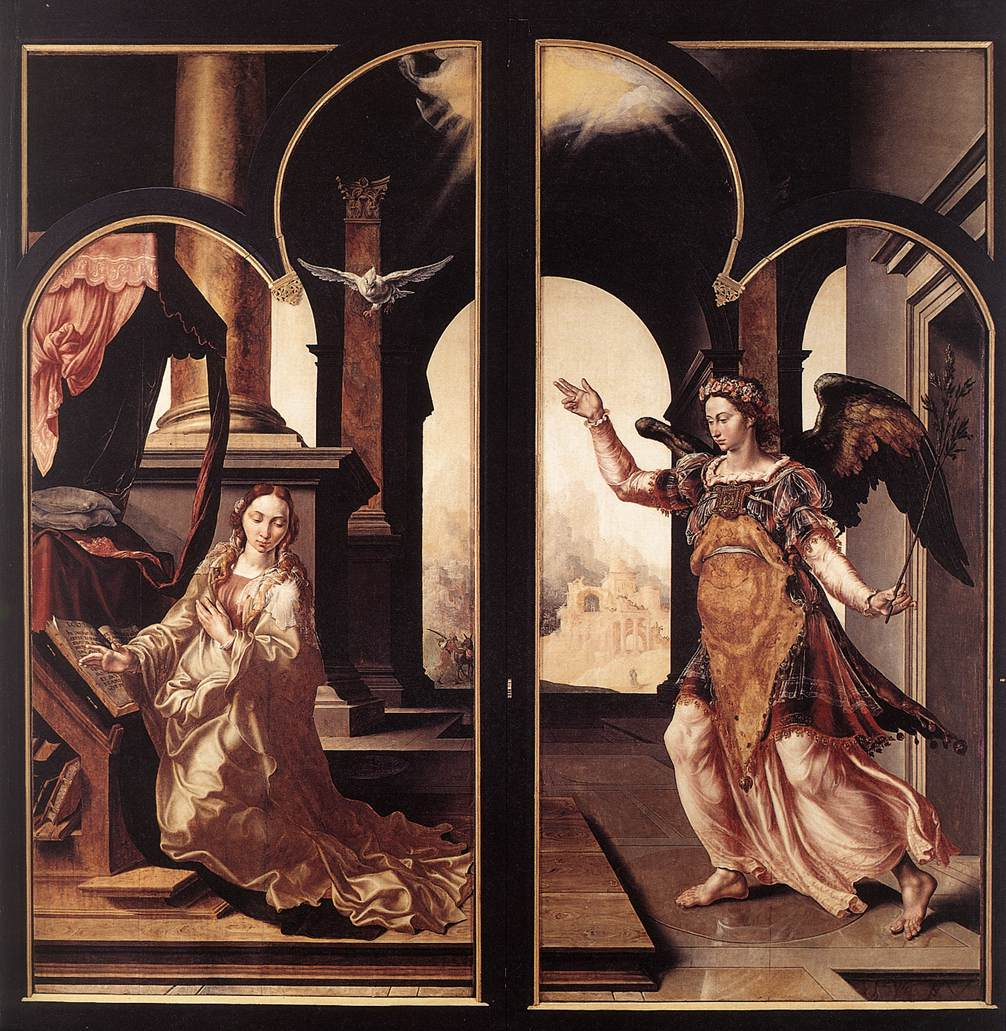
Angyali üdvözlet (1540)

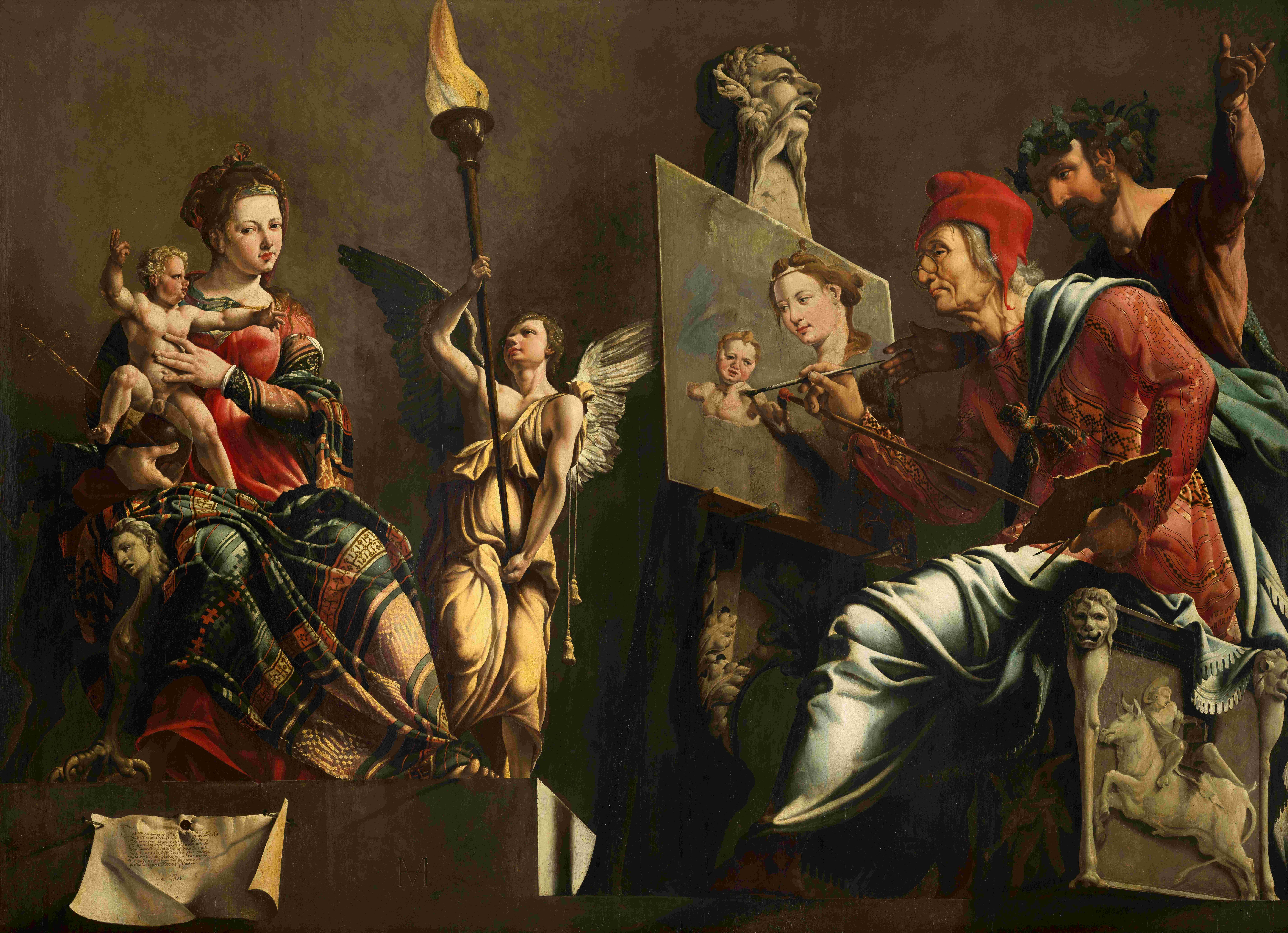
Szent Lukács festi a Madonnát a kis Jézussal (1532)

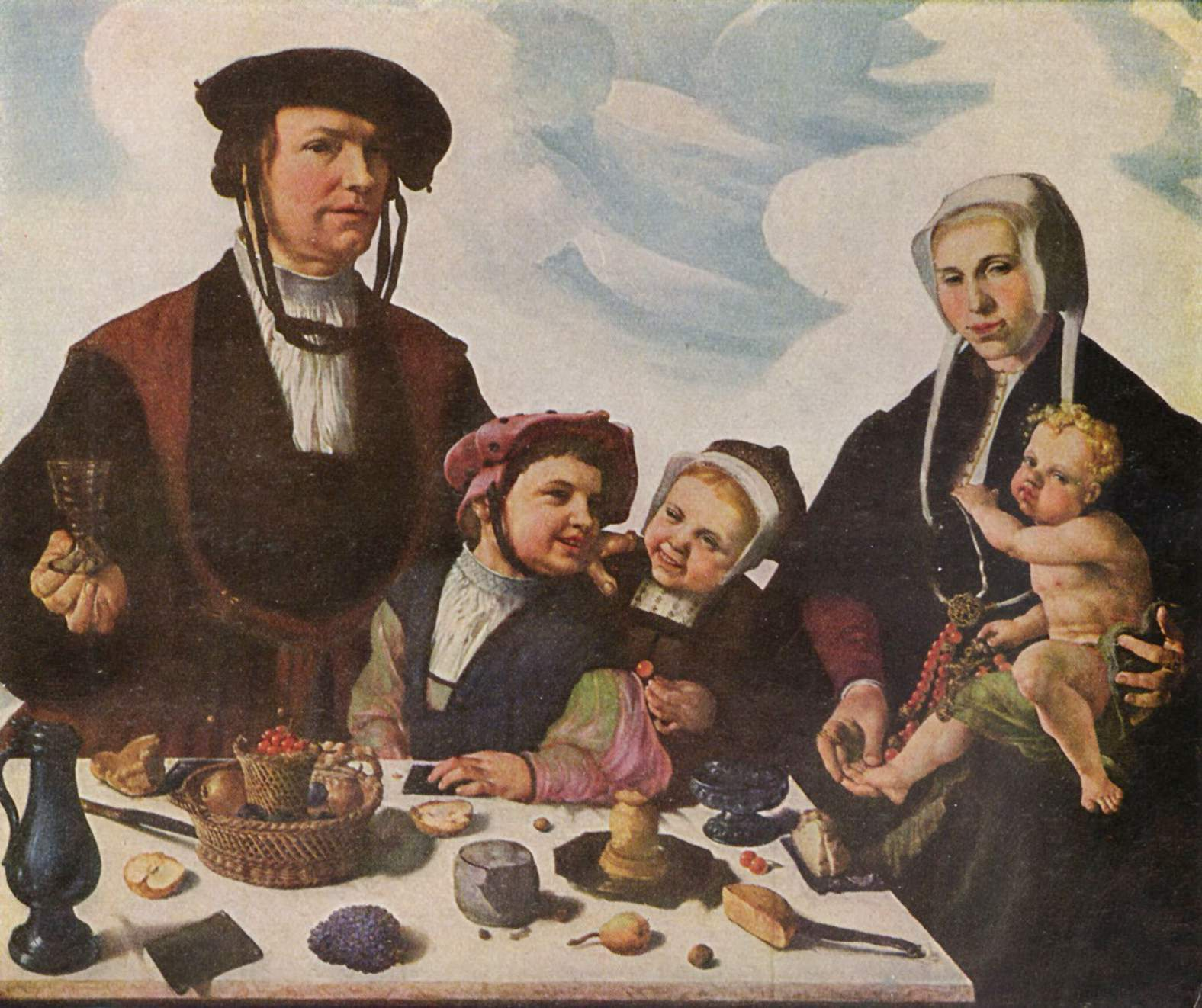
Családi kép (1532; Gemäldegalerie Alte Meister, Kassel

Maarten van Heemskerck (eredeti neve: Martin van Veen) (Heemskerk, Észak-Hollandia, 1498. — Haarlem, 1574. október 1.) németalföldi festő, a romanizmus jeles képviselője.

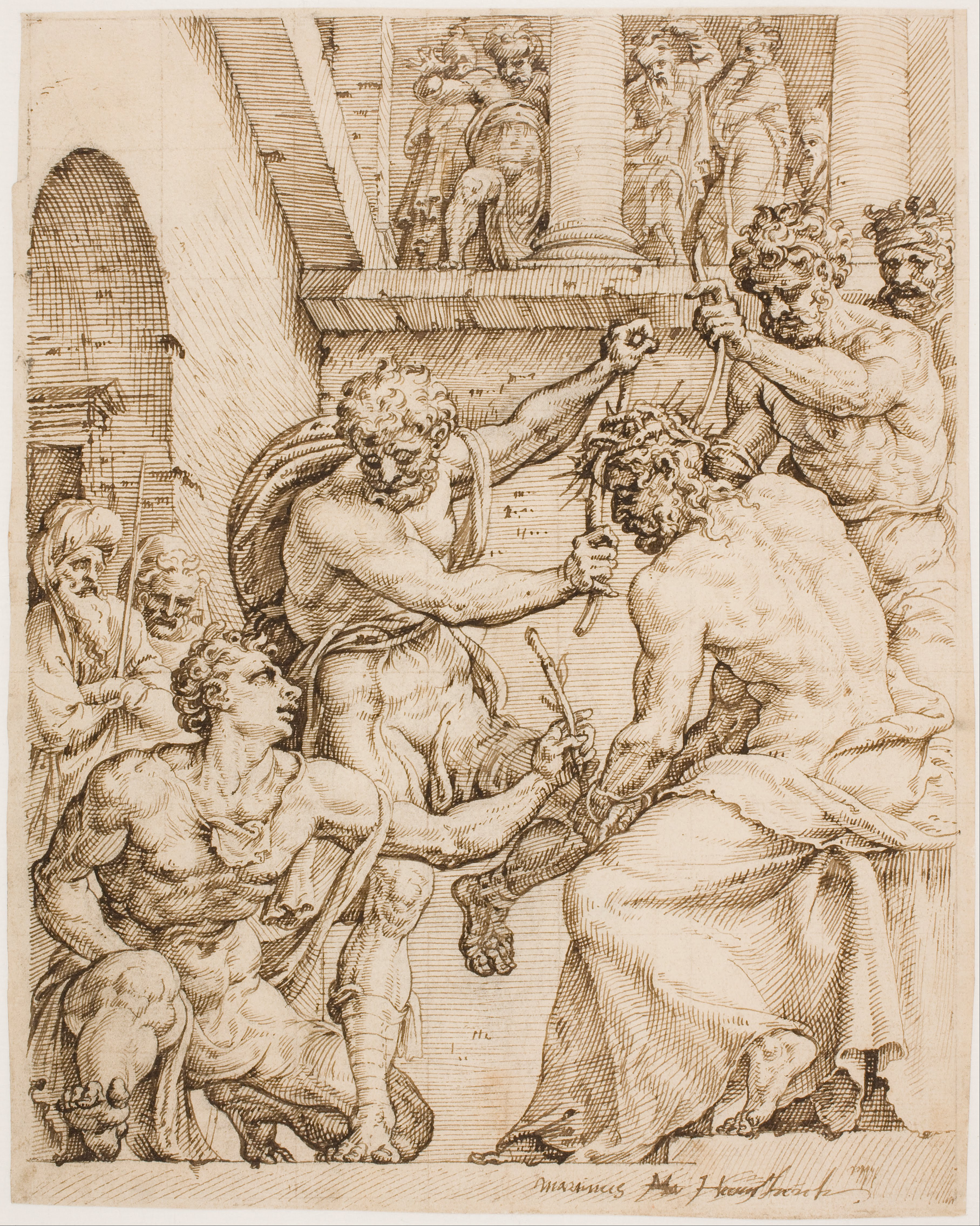
Krisztus megkoronázása töviskoszorúval (1548; grafika)

## Életpályája
Egyszerű földműves gyermeke volt, atyja  Jakob Williemsz. van Ven nem értékelte a festői mesterséget, nem örült gyermeke festői hajlamainak, a gazdaságban akarta tartani, hazahívta haarlemi tanulmányaiból. Ő viszont csak tanulni, rajzolni, festeni szeretett volna, végül atyja megharagudott rá, mert kárt tett, sok tejet öntött ki. Édesanyja azonban pártfogásba vette, ellátta útravalóval, így indult el a fiatalember Delftbe, ahol Jan Lucas mesternél tanult, majd hallotta, hogy az Itáliát is megjárt Jan van Scorel festőművész igen szép új festői stílust honosított meg Haarlemben. Hozzásietett, s nála tanult tovább. Rendkívüli szorgalommal, igyekezettel és tehetséggel elsajátította Jan van Schoorel festési tudományát, olyan annyira, hogy egy idő után szinte nem tudták megkülönböztetni, melyik kép Van Scorel, s melyik Maarten van Heemskerck munkája.
Van Scorel festőtől búcsút vett, s Pieter Jan Fopsen házába költözött, s önállóan működött, életnagyságú portrékat festett, ekkor festette Ádám és Éva című életnagyságú képeit is. Igen nagy megbecsülésben részesült itt, Jan Fopsen felesége csak mesternek engedte szólítani. Majd egy Joos Cornelisz. nevű aranyműveshez költözött még mindig Haarlemben, de már erősen tervezte itáliai útját. Római útja előtt megfestette még Szent Lukácsot, a festők védőszentjét, amint Máriáról és a kis Jézusról fest egy képet. Egy haarlemi pékről formázta Szent Lukácsot, de a képen levő portré elhiteti ugyanakkor, hogy ő valóban a festők védőszentje. A falon a kép alá egy verset is írt Van Heemskerck, mely méltatja Szent Lukácsot, s egyben tartalmazza a festmény évszámát. 1532. május 23. Ezen kép elkészülte után csakugyan Rómába utazott.
Ajánló leveleinek köszönhetően egy bíborosnál szállt meg Rómában, nem aludta át az idejét és nem iszogatott az ivós hollandokkal, hanem szorgalmasan másolt, antik szobrokat, Michelangelo munkákat, mindössze hároméves római tartózkodása idejéből hatalmas rajz-oeuvre maradt utána, két berlini vázlatkönyve római rajzokkal (Kufertichkabinett, Berlin). Megbízásokat is teljesített, így elég sok pénzt is keresett. Giorgio Vasari az ő festőkről szóló könyvében  Maarten van Heemskerck festő nevét mint igen képzett festőt emlegeti.
Van Heemskerck szokása volt, hogy amit a szabadban látott épületet, szobrot, tájat, azt lerajzolta ott a helyszínen. Egy ilyen alkalommal őrizetlenül hagyott stúdiójába betört egy olasz és két vásznat kivágott a keretekből és ládájából számos rajzot összeszedett és elvitt. Igen bántotta a festőt az eset, de szerencsére tudta, hogy kire lehet gyanakodni, s megkereste az illetőt, s a rabolt holmi legnagyobb részét visszaszerezte. Mindezzel együtt biztonságérzete megrendült, s alig több mint háromévi tartózkodás után hazaindult Németalföldre.
Kissé kalandos út után otthon Haarlemben és Amszterdamban festett, rajzolt. Megbízásokkal bőven el volt látva, stúdiója volt és tanítványai, köztük Jacob Rauwaert műértő és műpártoló. Nevezetesebb munkája a posztószövők oltára, triptichon, amelyiken a középső kép Máriát ábrázolja a kis Jézussal és a három királyokkal, a külső szárnyakon az angyali üdvözlet látható. Van Mander tett egy érdekes megfigyelést a festő munkájával kapcsolatban, az angyal egy sima márványpadlón áll és alakja visszatükröződik benne, mintha jégen állna. Ennyire finom jelenségek megjelenítésére volt képes Van Heemskerck. E triptichon sokáig a haarlemi városháza Prinsenhof termében volt elhelyezve, ma a haarlemi Frans Hals Múzeumban van.
Van Heemskerck számos oltárképet festett templomok számára, néha Scorel volt mesterével együtt, például az amszterdami Öregtemplom triptichonját. A középső kép Kereszrefeszítés Scorel munkája, a szárnyak, Passió és Feltámadás van Heemskerck munkái. Elpusztult 1566-ban a képrombolások idején. A Kálvária festőt próbáló feladatát Van Heemskerck is megoldotta az 1640-es években, ez a triptichon középen a keresztre feszített Jézust, a két szárnyon, egy-egy latort ábrázol, s körötte a sokaság, a szentpétervári Ermitázsban őrzik. Hágában a nagy templomban Van Assendelft úr megrendelésére festett képeket annak kápolnájába.
Táblaképei közül kiemelkedik a Négy végső dolog (Hampton Court, 1565) című allegorikus alkotása, amely a halált, az utolsó ítéletet, a mennyországot és a poklot jeleníti meg nagyon sok akt-alakkal. Ezt a megrendelést a fent említett Jacob Rauwaert nevű műértő és műpártoló tanítványától kapta. Megfestette a Bacchus-ünnepet is Bacchanália címen, metszetet is készített róla, napjainkban a Bécsi Szépművészeti Múzeumban látható róla egy metszet Marcantonio Raimondi metszete nyomán. Mind a figurális ábrázolásban, mind a kompozícióteremtésben kiváló volt, külön figyelmet érdemel rajzkészsége, művész módon rajzolt tollal, s szép tiszta volt a sraffozása. Rajzai, festményei nyomán mintegy 600 fajta rézmetszet, rézkarc készült, metszeteinek egyik kiadója Gerard de Jode volt.
Rómából hazajövet megnősült, azonban másfél évi házasság után felesége meghalt gyermekágyban. Pár év múltán Cornelis van Haarlem Bethleni gyermekgyilkosságok című oltárképéhez ő készítette a szárnyakat. 1591-ig e triptichon a haarlemi városháza Prinsenhof termében volt, ma a Frans Hals Múzeumban látható. Másodszor is megnősült, egy gazdag idős hajadont vett el. Ez a felesége igen szeretett költekezni, gyakran a festő férj fizette adósságait. A spanyolok 1572-es ostromakor Van Heemskerck műveiből is nagyon sokat Spanyolországba vittek, egy csomó kiváló munkája meg a képrombolás áldozata lett.
1552-től haláláig egyházi elöljáró volt Haarlemben, gazdagon halt meg utódok nélkül, s valamennyi vagyonát, pénzét jótékony célokra hagyományozta és a családi síremlék ápolására.